# Tipo 77
El Norinco Tipo 77 es un vehículo transporte blindado de personal anfibio chino. Utilizado por primera vez en 1978, su funcionamiento es similar al BTR-50 soviético.  Al igual que el BTR-50, diseñado colocando un casco más alto en el chasis del tanque ligero PT-76, el Tipo 77 se basa en el tanque ligero Tipo 63, que es en sí mismo un derivado del PT-76, lo que hace que ambos vehículos muy similar.